# Argus (Roman)
Argus (Originaltitel: The Cutting Room) ist ein Roman der US-amerikanischen Autorin Jilliane Hoffman. Er ist der dritte Roman der Cupido-Trilogie und gehört zum Genre Kriminalroman/Thriller.

## Handlung
Als Gabriella den gutaussehenden Reid in seine Wohnung begleitet, stellt sie sich einen schönen Abend zu zweit vor. Erst als die Tür bereits geschlossen ist sieht sie die vielen Augen. Augen, die ihr beim Sterben zusehen. Jahre später wird in Miami die übel zugerichtete Leiche einer jungen Frau gefunden. Detective Manny Alvarez versucht den Mord aufzuklären und schnell wird ein Verdächtiger gefunden. Staatsanwältin Daria DeBianchi klagt den Mann an. Doch plötzlich taucht ein Video auf, in dem eine andere Frau misshandelt und getötet wird. Die beiden Fälle scheinen zusammenzuhängen. Im Laufe der Ermittlungen werden immer mehr Leichen gefunden. Alvarez erinnert sich an eine unglaubliche Geschichte, welche ihm der Serienmörder Cupido vor mehreren Jahren erzählte – ein internationaler Snuffclub. Hochrangige und einflussreiche Mitglieder der Gesellschaft zahlen angeblich Geld um Menschen per Livestream sterben zu sehen. Als sich die Beweise verdichten, soll William Rupert Bantling alias Cupido als Zeuge auftreten. Währenddessen kommen sich Detective und Staatsanwältin näher. Aufgrund eines Fehlers gelingt Bantling schließlich die Flucht und plötzlich schweben weitere Leben in Gefahr. Daria DeBianchi verschwindet und fällt in die Hände des Snuffclubs. Unterdessen jagt Cupido seine ehemalige Anklägerin C.J. Townsend. Townsend gelingt es ihren Verfolger in eine Falle zu locken. Unter Todesangst verrät Bantling ihr Details über den Snuffclub. Die Leiche von DeBianchi wird gefunden und C.J. möchte zurück nach Miami und ihre ehemaligen Kollegen bei den Ermittlungen unterstützen.

## Ausgaben
- The Cutting Room. HarperCollins Publishers, 2012, ISBN 978-0007311682.[2]
- Argus. Roman („The Cutting Room“). Deutsch von Tanja Handels und Sophie Zeitz. Wunderlich Verlag, 2012, ISBN 978-3805208932. Gebundene Ausgabe.[3]
- Argus. Roman („The Cutting Room“). Deutsch von Tanja Handels und Sophie Zeitz. rororo Verlag, 2013, ISBN 978-3499253898. Taschenbuch.[4]
- Argus. Roman („The Cutting Room“). Deutsch von Tanja Handels und Sophie Zeitz. rororo Verlag, 2015, ISBN 978-3499269141. Taschenbuch, Sonderausgabe.[5]
- Argus. Roman („The Cutting Room“). Deutsch von Tanja Handels und Sophie Zeitz. Rowohlt E-Book Verlag, 2012, ISBN 978-3644211018. E-Book.[6]
- Argus. Hörbuch. Argon Verlag, Berlin 2012, ISBN 3839811872 (6 CDs, gesprochen von Andrea Sawatzki).[7]

## Rezensionen
- "Guaranteed to follow in the best-selling footsteps of Cornwell, Reichs and Slaughter." (The Guardian)
- "Gripping, well-crafted suspense… a belter of a book." (Sunday Express)
- "Hoffman writes like an angel. Outstanding." (Independent on Sunday)
- "Hugely readable." (Daily Mirror)[8][9]
- „Das Spannendste an diesem gewaltpornographischen Unsinn über einen Club von Frauenmördern in Miami sind die juristischen Spitzfindigkeiten der Autorin, die früher selbst als Staatsanwältin gearbeitet hat. Ansonsten stellt in diesem Buch der Fortsetzungs-Kapitalismus der Autorin ein Bein: Jilliane Hoffmans Bestreben, neben ihren Ermittlern nun auch den aus einem früheren Roman bekannten Mörder Cupido zur fortsetzungsfähigen Marke zu machen, hemmt die Entwicklung der Handlung gewaltig.“ (Denis Scheck, Literaturkritiker – Fernsehsendung „Druckfrisch“)[10]

## Sonstiges
- Vorgängerromane von Argus sind die Thriller Cupido („Retribution“) und Morpheus („Last Witness“).[11]
- Argus hielt sich mehrere Wochen unter den Spiegel-Bestsellern.[12][13]
- Der Spitzname des Serienmörders Argus bezieht sich auf eine Kreatur der griechischen Mythologie. Argus war ein Riese mit vielen Augen, welcher als besonders wachsam galt. Beteiligte Ermittler assoziieren die Bildschirme, von denen die Snuffclubmitglieder zuschauen, mit dem Riesen.[14][15]